# Лимберг (Кольквиц)
Ли́мберг или Ли́мбарк (нем. Limberg; н.-луж. Limbark) — деревня в Нижней Лужице, Германия. Входит в состав коммуны Кольквиц района Шпре-Найсе в земле Бранденбург.

## География
Находится около десяти километров на запад от Котбуса. Через деревню проходит дорога 49 (Люббенау — Котбус) и дорога 512 в направление Вербена. На юге деревни проходит железнодорожная дорога направления Галле — Котбус.
Соседние населённые пункты: на севере — деревня Кособуз, на северо-востоке — деревня Далиц, на востоке — административный центр коммуны Кольквиц, на юго-востоке — деревня Глинциг, на юге — деревня Далиц и на западе — деревня Кокрёв, на юго-западе — деревня Насеньце и на западе — деревни Ксишов и Дубе.

## История
Впервые упоминается в 1389 году под наименованием Lyndenberg. С 1781 по 1857 года была саксонским эксклавом и центром бранденбургских моравских братьев.
До 1993 года была центром одноимённой коммуны. С 1993 года входит в современную коммуну Кольквиц.
В настоящее время деревня входит в состав культурно-территориальной автономии «Лужицкая поселенческая область», на территории которой действуют законодательные акты земель Саксонии и Бранденбурга, содействующие сохранению лужицких языков и культуры лужичан.

## Население
Официальным языком в населённом пункте, помимо немецкого, является также нижнелужицкий язык.
Согласно статистическому сочинению «Dodawki k statisticy a etnografiji łužickich Serbow» Арношта Муки в 1884 году проживало 300 человек (из них — 292 серболужичанина (97 %)).
Лужицкий демограф Арношт Черник в своём сочинении «Die Entwicklung der sorbischen Bevölkerung» указывает, что в 1956 году при общей численности в 508 человек серболужицкое население деревни составляло 26,4 % (из них нижнелужицким языком активно владело 102 человека, 15 — пассивно и 17 несовершеннолетних владели языком).
| 1875 | 1890 | 1910 | 1925 | 1939 | 1946 | 1964 | 1981 | 1992 | 2006 |
| ---- | ---- | ---- | ---- | ---- | ---- | ---- | ---- | ---- | ---- |
| 283  | 310  | 379  | 382  | 390  | 572  | 445  | 386  | 458  | 763  |